# 馬公第二漁港
馬公第二漁港，又稱漁人碼頭，位於台灣澎湖縣馬公市重慶里、光復里（媽宮東甲、埔仔尾），主管單位為澎湖縣政府，位處澎湖本島馬公半島東側，西南側為馬公第一漁港、北傍馬公第三漁港，防波堤呈「E」字型之港口。

## 簡介
澎湖縣馬公市區的馬公漁港，原位於今馬公商港處，今址肇建於台灣日治時期昭和13年（1938年），並於昭和15年（1940年）落成。當時澎湖廳為在媽宮三甲地區闢建漁港，特拆除媽宮城，將原為海崖的海尾地區悉數填平造陸，新增「築地町」，其海埔新生地南半部便為「馬公第一漁港」所在處。:184-185
昭和20年（1945年），澎湖捲入第二次世界大戰，蒙受空襲戰火波及，馬公第一漁港毀損嚴重。:117戰爭該年結束後，國民政府接收台灣，初時並無財源修繕漁港，漁港區的作業機能直到民國44年（1955年）才逐漸恢復，後為整飭漁業產值，便於民國48年（1959年）間在馬公第一漁港堤岸北側，以今「興港南街」為隔港分界，興築「馬公第二漁港」:117，而馬公第二漁港工程的澎湖縣負責人，為時任澎湖縣政府建設科科長呂安德（任期：1950年－1960年，1961年建設科升建設局，續任局長迄於1965年）。
民國50年（1961年），馬公第二漁港完工，其腹地約莫為媽宮東甲、埔仔尾（今馬公市重慶里、光復里）的行政區域，港內水深約3.5公尺，總長度約390公尺。第二漁港腹地較大，可提供500艘漁船停泊，較之第一漁港地點更近內灣，港內風浪較小，可停靠漁船處達四面，漁獲裝卸期間得以縮短，對漁汛期間漁獲量的收穫有正面的效益。根據2005年賴惠敏主編《續修澎湖縣志．財政志》記載，民國39年至70年（1950年－1981年）間使用於馬公漁港的經費為新台幣3100萬元整。:119
民國40年代至70年代（約1950年代至1980年代），馬公第一漁港、馬公第二漁港盛極一時，但因漁業資源自民國70年代（約1980年代）日益萎靡:89，澎湖縣政府及台灣省政府仍決定於民國69年（1980年）推動「臺灣漁港建設方案」，澎湖縣地區工程便包括「馬公第三漁港」增建案。自民國69年（1980年）起，經歷四期「臺灣漁港建設方案」工程案，在民國91年（2002年）告一段落之後，馬公地區的漁港作業中心也從第一和第二漁港轉移至馬公第三漁港。:166、175

## 轉型
今馬公第二漁港轉型觀光發展，澎湖縣政府於港畔處鋪設木棧道、座椅，供訪客散步、休憩和遊覽碼頭風光使用，故另起雅稱「漁人碼頭」，而澎湖區漁會大船造型的賣場部建築亦座落於此。

## 交通
馬公第二漁港亦是前往離島虎井嶼、桶盤嶼往來之交通船之候船碼頭，登船地點則與「馬公第三漁港」比鄰。

## 圖輯

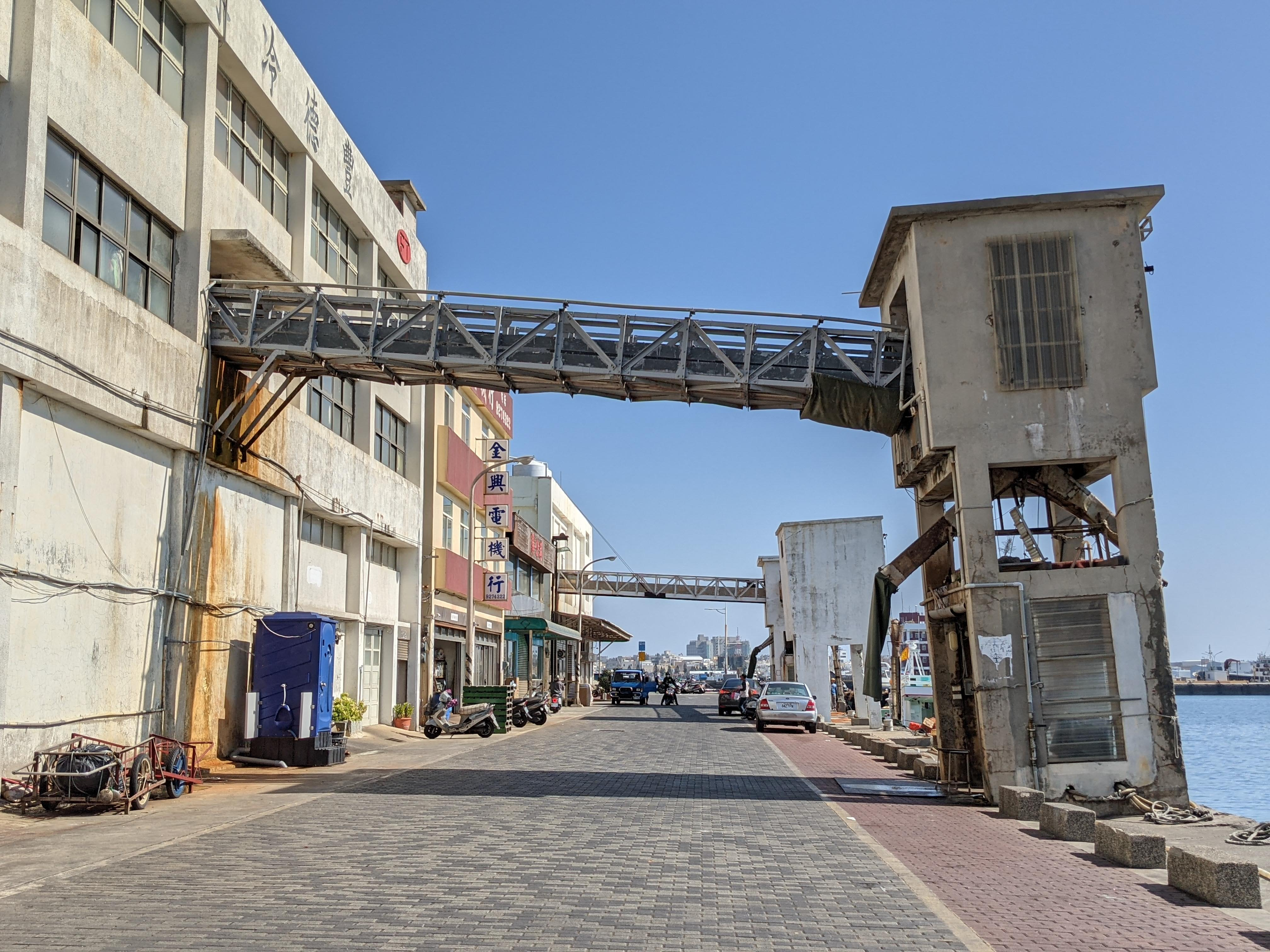
興港北街製冰廠
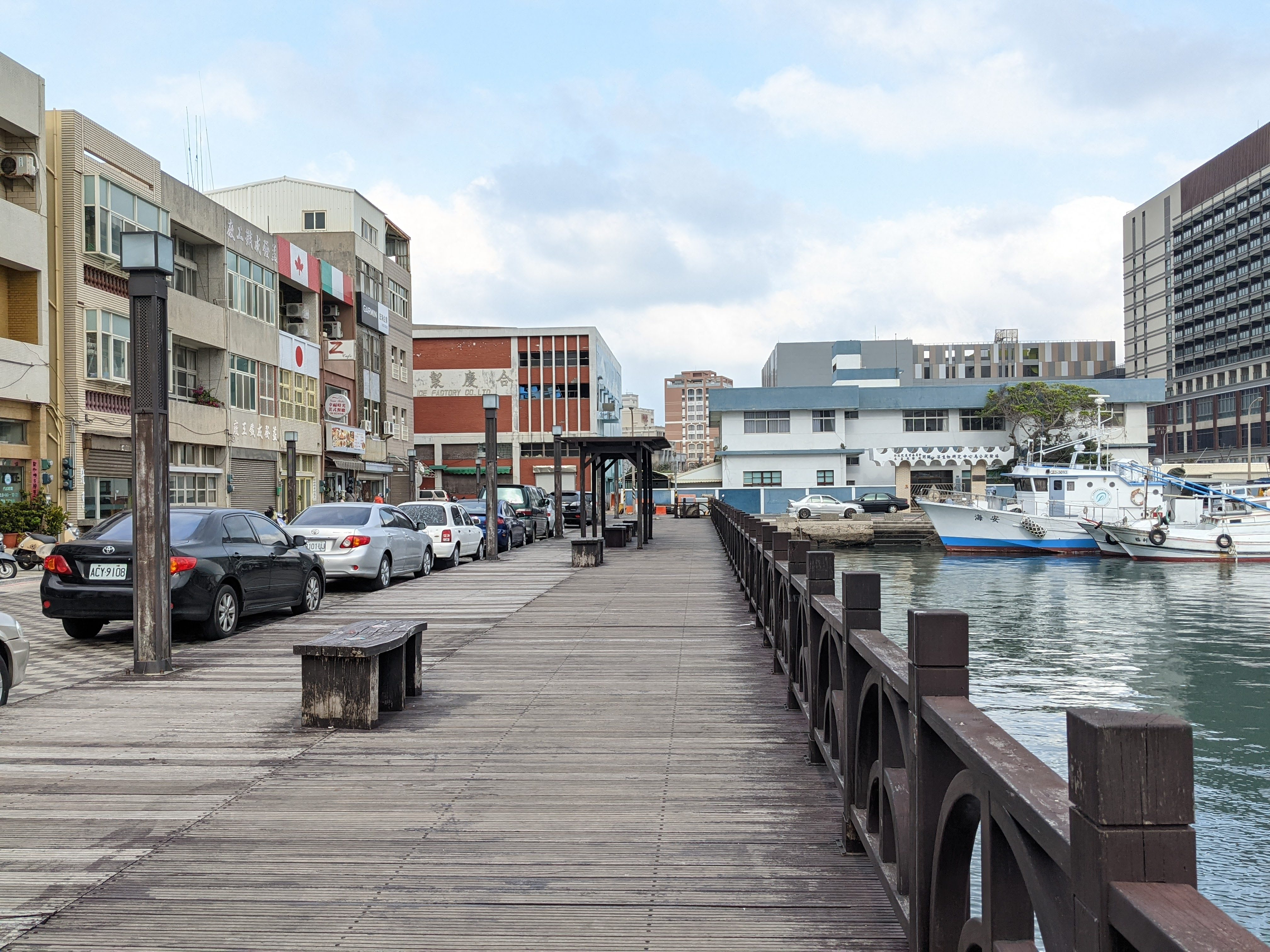
休閒木棧道
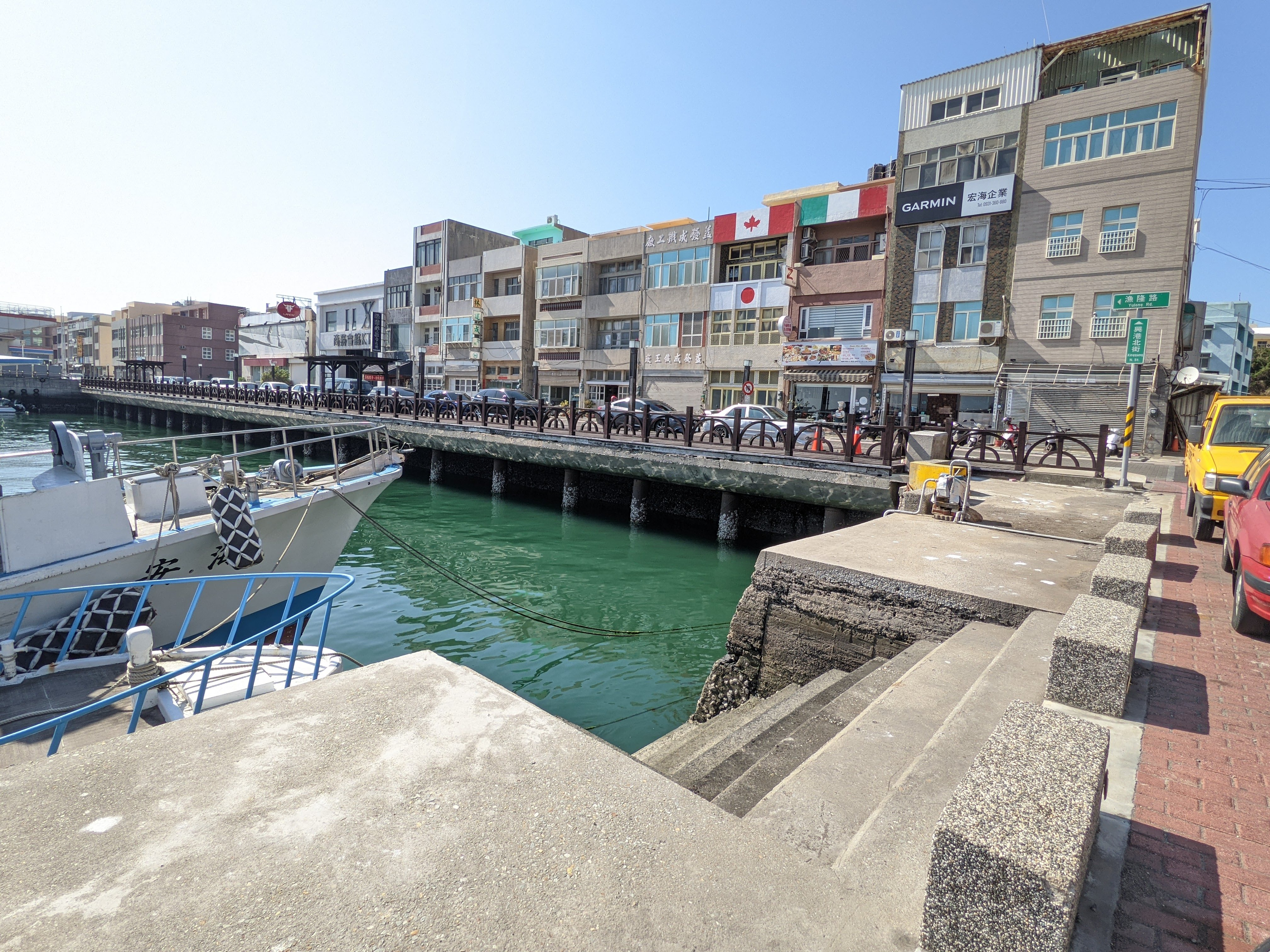
興港北街 x 漁隆路
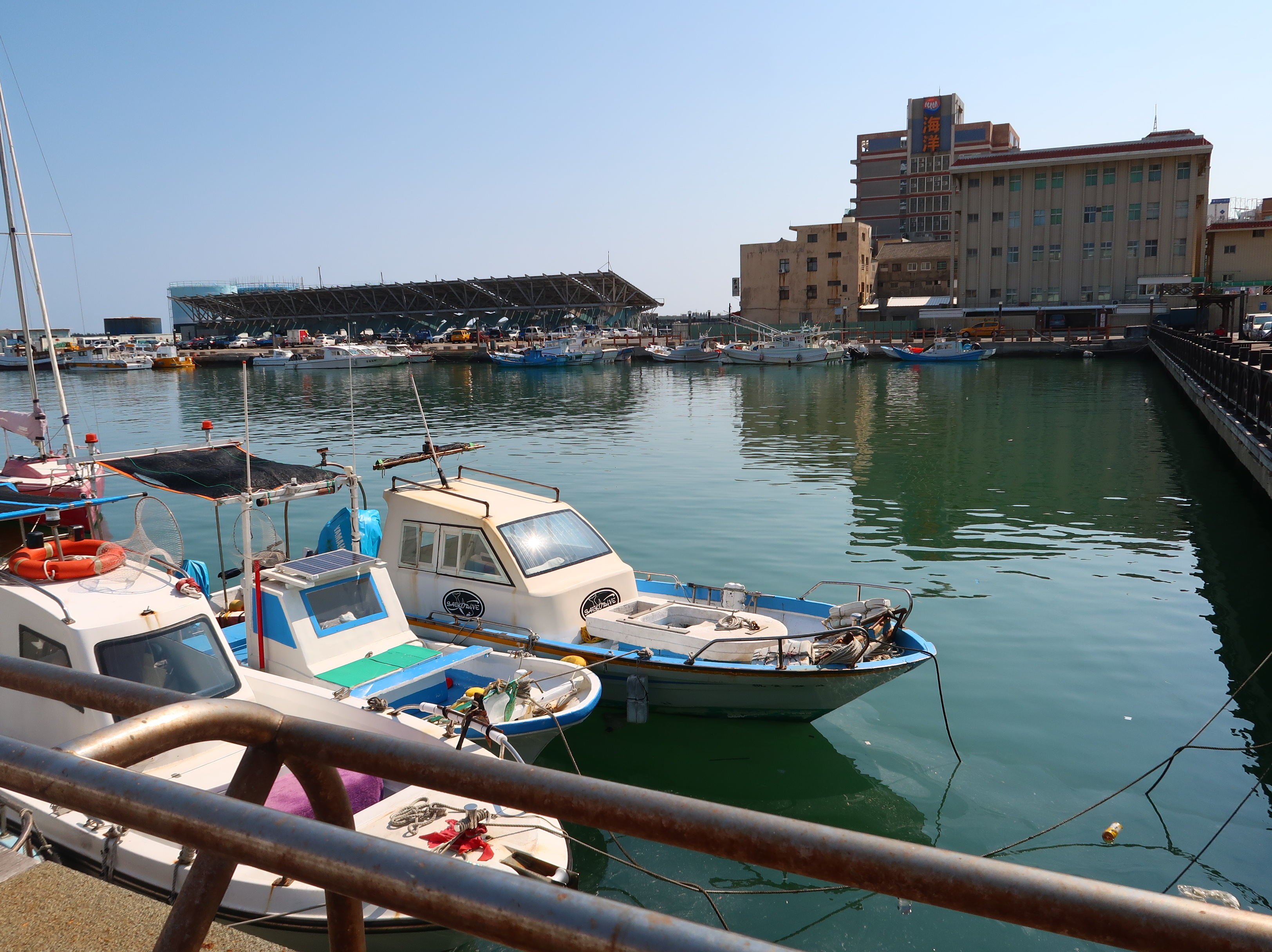
停泊船隻
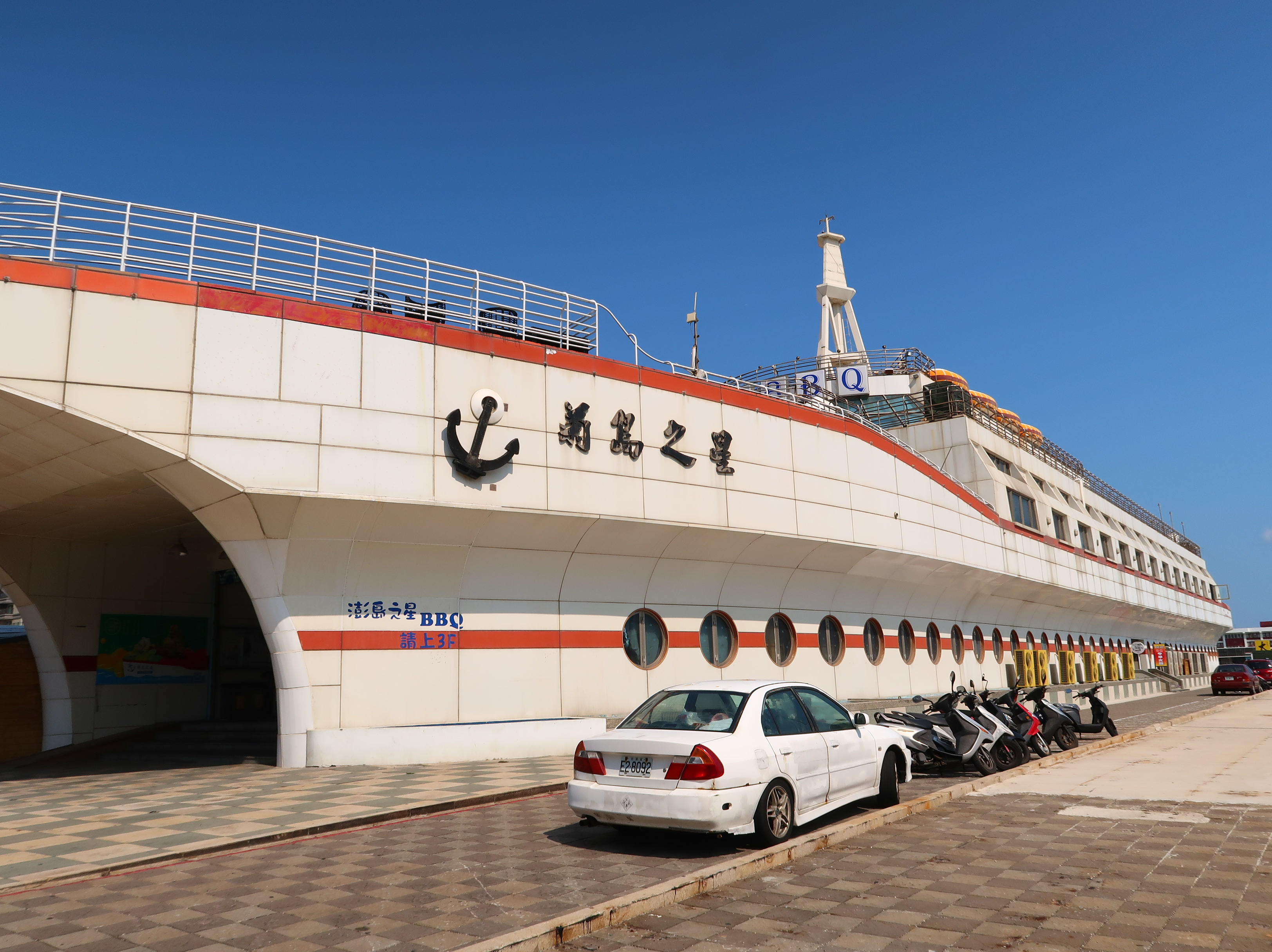
澎湖漁會賣場（菊島之星）
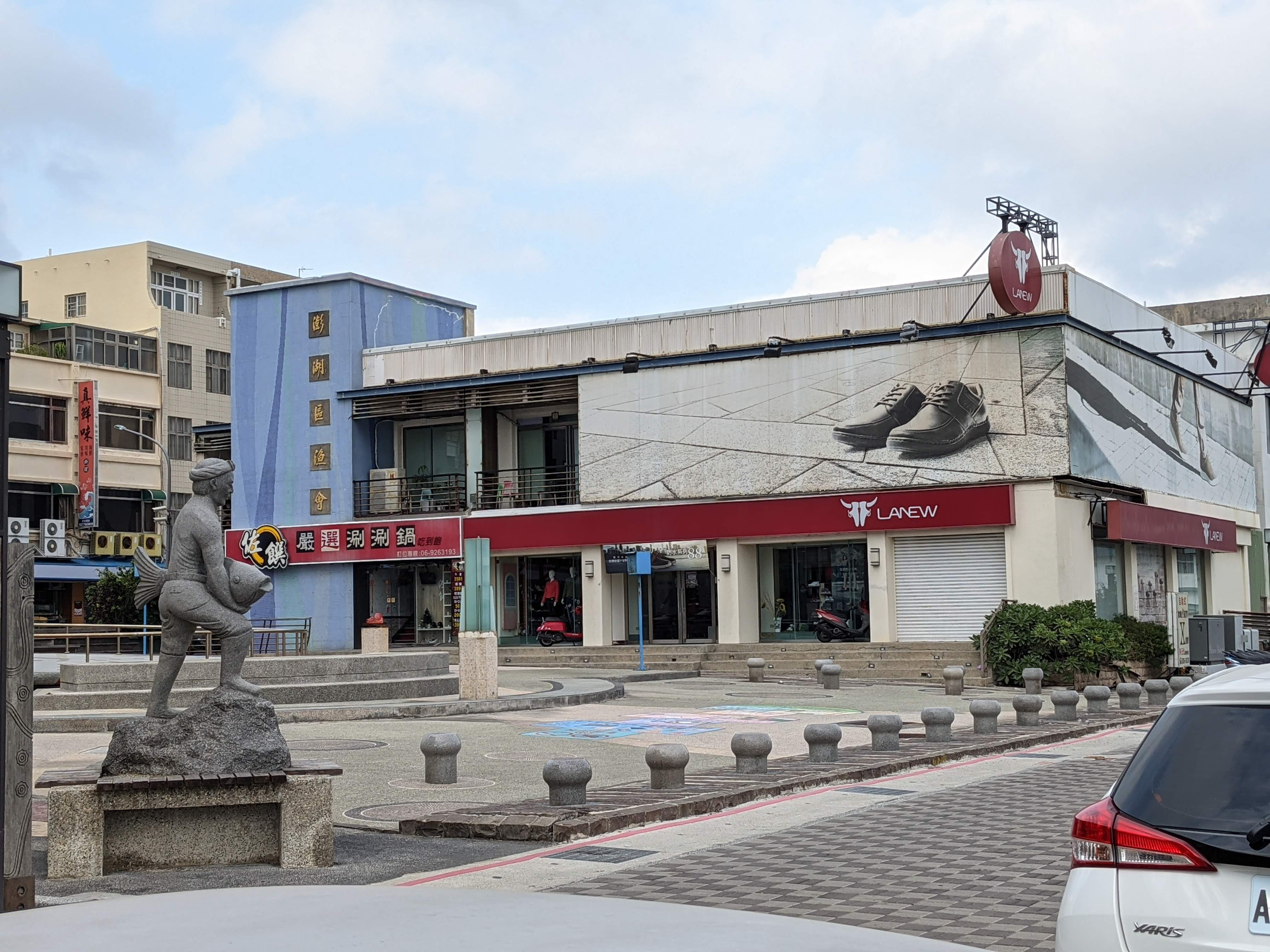
澎湖漁會信用部

## 外部連結
23°33′55″N 119°34′14″E / 23.565184°N 119.570646°E
- 海巡署南部分署－馬公漁港復興安檢所
- 第一、第二漁港－澎湖 - FLYBOOK  飛去不可 // 非去不可 （页面存档备份，存于）